# Липецкий цементный завод
Ли́пецкий цеме́нтный заво́д («Липецкцеме́нт») — крупное предприятие Липецкой области.
В 1998 году «Липецкцемент» вошёл в состав Группы "ШТЕРН Цемент", а с 2002 года завод является бизнес единицей международного промышленного холдинга  «Евроцемент груп».
Полное название — АО «Липецкцемент». Мощность завода оценивается в 2,3 млн тонн цемента в год. 
Для производства своей продукции АО «Липецкцемент» использует известняк и глину с карьера Сокольско-ситовского месторождения, шлаки доменных и сталеплавильных производств НЛМК. Отгрузка осуществляется в автоцементовозы и железнодорожные вагоны. Для отгрузки используется станция Чугун-1.

## История
Липецкий цементный завод имени 50-летия СССР был образован в 1959 году. 
Строительство велось СУ-3 треста «Липецкстрой».
24 декабря 1963 года была пущена первая технологическая линия производства цемента, мощностью 470 тыс. тонн в год.
В 1973 году на Липецком цементном заводе введена в эксплуатацию линия по производству цемента сухим способом, а также  автоматизированные системы управления технологическими процессами (АСУТП). Эта линия стала первой полностью отечественной линией по производству цемента сухим способом в СССР. Здесь же впервые были применены рукавные фильтры на цементных мельницах. Позже завод стал выпускать повышенные марки цемента, благодаря вводу в эксплуатацию сепаратора, что также случилось в стране впервые. 
На продукции «Липецкцемента» построены большинство промышленных и жилых объектов г. Липецка и Липецкой области, Липецкий государственный академический театр драмы имени Л.Н. Толстого, дворец спорта «Спартак» с плавательным бассейном, центральный универмаг, дворец спорта «Звездный», комплекс детской областной клинической больницы, главный и терапевтический корпуса Липецкой областной клинической больницы, Липецкий областной онкологический диспансер, вокзалы (ж/д, автовокзал, аэровокзал) отель «Mercure». 
В 2006 произведена реконструкция третьей технологической линии, что позволило увеличить количество производимого материала, снизить потребляемые энергоресурсы и уменьшить количество выбросов в атмосферу.
В 2017 году Министр промышленности и торговли Российской Федерации Денис Мантуров и глава Администрации Липецкой области Олег Королев приняли участие в запуске нового производственно-логистического комплекса упаковки, паллетирования и отгрузки цемента на предприятии «Липецкцемент». Комплекс позволяет отгружать до 10 000 тонн цемента в сутки и увеличить скорость отгрузки продукции более, чем в 5 раз. 
В 2018 году «Липецкцемент» отпраздновал 55-летие. За  историю работы завода было выпущено более 70 миллионов тонн цемента. 
Изначально завод разместили почти в 4 км к северу от Липецка, сейчас предприятие фактически находится в городской черте. «Липецкцемент» лауреат «100 лучших организаций России. Экология и экологический менеджмент». 